# Carrière médiévale de San Piero in Campo
La carrière médiévale de San Piero in Campo (en italien : Cava medievale di San Piero in Campo) est une ancienne carrière d'extraction de roche granodiorite située sur l'île d'Elbe, dans le hameau de San Piero in Campo exploitée au Moyen Âge par la république de Pise.

## Description
Le site est situé sur le versant sud du Monte Tiratoio (it), dans la commune de Campo nell'Elba et à une courte distance de l'église paroissiale San Giovanni in Campo. 
De nombreux blocs de construction carrés sont encore visibles sur le site, tout à fait similaires en termes de technique de fabrication et de dimensions au parement mural de la même église paroissiale. D'où l'hypothèse que le site d'extraction doit son origine à la construction de cet ouvrage (milieu du XIIe siècle). À une altitude légèrement plus élevée, le long de la pente qui caractérise le site d'extraction, se trouvent des structures murales en forme de petits carrés, probablement liées à l'activité d'extraction de roche. Actuellement, le site est couvert par une forêt de pins de reboisement dense composée de Pinus pinaster.